# Fyrstbispedømmet Bamberg
Fyrstbispedømmet Bamberg var et katolsk ærkebispedømme, som omfattede store dele af Franken i den nordlige del af fristaten Bayern. Det havde sæde i Bamberg, og dets katedral var Bamberg domkirke. Den nuværende ærkebiskop er Ludwig Schick. Det bor 750.000 katolikker i det nuværende bispedømme (af 2 millioner indbyggere).

## Historie
Kejser Henrik II fik på rigssynoden i år 1007 i Frankfurt am Main gennemført dannelsen af det nye bispedømme Bamberg. Det blev udskilt fra dele af bispedømmerne Eichstätt og Würzburg. Fra grundlæggelsen var bispedømmet immediat, det vil sige direkte underlagt Den hellige stol. Det blev også udstyret med store territorielle besiddelser (højstiftet), som gjorde biskoppen til rigsfyrste (fyrstbiskop). Det blev også besluttet, at Eberhard, kongens kansler, skulle ordineres af ærkebiskoppen af Mainz, Willigis, til at være leder af det nye bispedømme i grænseområdet. Det nye bispedømme fik dyre gaver ved synoden bekræftet med dokumenter for at placere det på et solidt fundament. Henrik ville have den berømte munkestrenghed og flittighed i Hildesheim domkirkes kapel (Henrik selv blev uddannet der) knyttet sammen med kirkerne under hans kontrol, inklusive hans foretrukne stift Bamberg. De næste syv biskopper blev udnævnt af kejserne, hvorefter frie kanoniske valg blev reglen.
Bambergs anden biskop, Suidger, blev i 1046 valgt til pave (som Clemens II). Han blev begravet i Bamberger Dom. Han blev derved den eneste pave, der blev begravet nord for Alperne. I det 13. århundrede blev bispedømmet gradvis et territorielt fyrstedømme, og dets biskopper fik sekulær forrang næst efter ærkebiskopperne; biskop Henrik I var den første fyrstebiskop.
Den 39. biskop, Georg III (1505–22), var positivt indstillet til reformationen, der forårsagede et voldsomt socialt opbrud under hans efterfølger Weigand (1522–56), og byen led hårdt i Margraves-krigen (1552–54), såvel som i 30-årskrigen, da det blev placeret under jurisdiktion af Bernard, den nye hertug af Franken.
Ved den Westfalske fred i 1648 fik biskopperne deres besiddelser tilbage.
I 1802/3 i løbet af den tyske mediatisierung blev blev Bamberg i lighed med Det tysk-romerske riges andre rigsstifter sekulariseret, og dens territorium faldt til Bayern. Fra 1808 til 1817 var stiftet ledigt; men af det bayerske konkordat af det sidstnævnte år blev det som følge af en nyinddeling af kirkeprovinserne ophøjet til ærkebispedømme i 1818 og omdannet med Eichstätt, Speyer og Würzburg som Suffraganbispedømmer under Bamberg.